# Sematophyllum eberhardtii
Sematophyllum eberhardtii là một loài rêu trong họ Sematophyllaceae. Loài này được P. de la Varde & Thér. mô tả khoa học đầu tiên năm 1917.